# Killwangen
Killwangen (toponimo tedesco) è un comune svizzero di 2 075 abitanti del Canton Argovia, nel distretto di Baden.

## Storia
Il comune di Killwangen è stato istituito nel 1803 per scorporo da quello di Neuenhof.

## Monumenti e luoghi d'interesse

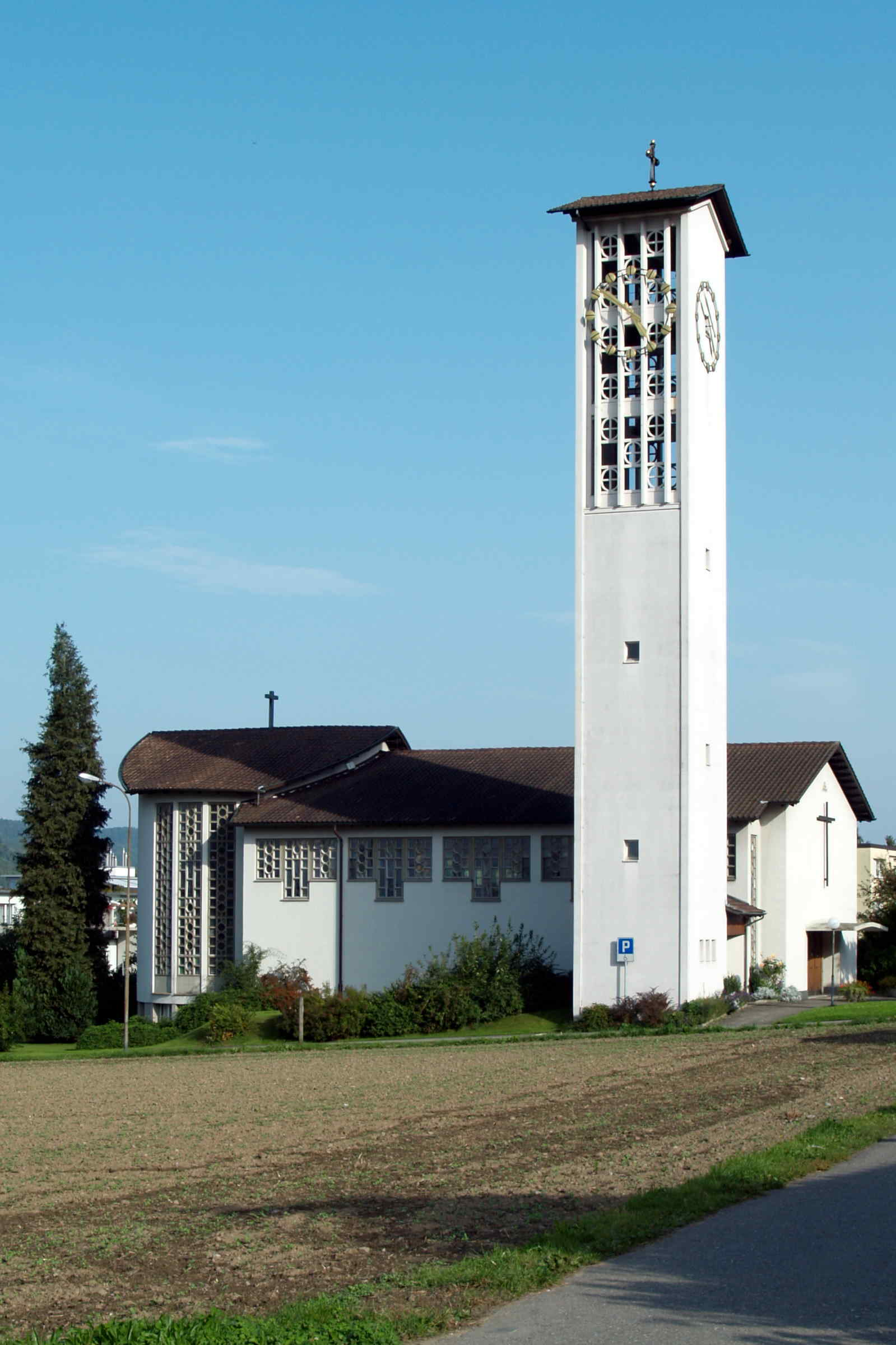
La chiesa cattolica di San Giuseppe

- Chiesa cattolica di San Giuseppe, eretta nel 1951-1952[1].

## Società

### Evoluzione demografica
L'evoluzione demografica è riportata nella seguente tabella:
Abitanti censiti

## Infrastrutture e trasporti

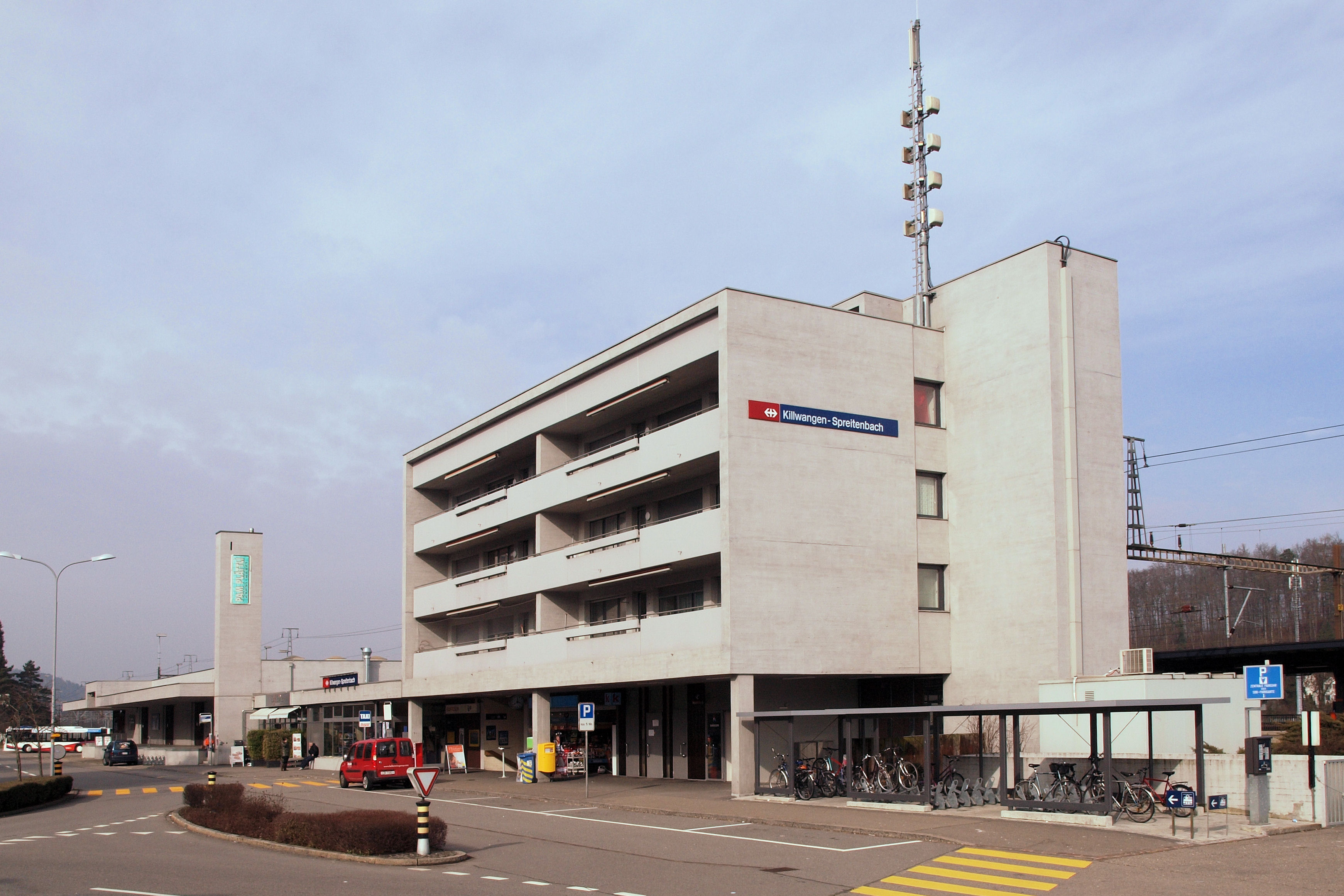
La stazione di Killwangen-Spreitenbach

Killwangen è servito dalla stazione di Killwangen-Spreitenbach sulla ferrovia Zurigo-Olten (linee S3 e S12 della rete celere di Zurigo)

## Amministrazione
Ogni famiglia originaria del luogo fa parte del cosiddetto comune patriziale e ha la responsabilità della manutenzione di ogni bene ricadente all'interno dei confini del comune.